# Кейпйоркски торен сцинк
Кейпйоркските торни сцинкове (Glaphyromorphus crassicaudus) са вид дребни влечуги от семейство Сцинкови (Scincidae).
Разпространени са на полуостров Кейп Йорк в Австралия и съседните части на Нова Гвинея. Достигат 5,5 сантиметра дължина на тялото без опашката. Предпочитат влажни гори и други местообитания с дебела листна покривка, в която се укриват. Описани са за пръв път от Андре Мари Констан Дюмерил и Огюст Дюмерил през 1851 година.